# Sigma Draconis (romanzo)
Sigma Draconis (A Woman of the Iron People) è un romanzo di fantascienza della scrittrice Eleanor Arnason pubblicato nel 1991; l'opera, definita "fantascienza antropologica", tratta il tema del primo contatto.

## Storia editoriale
L'opera, pubblicata a New York nel 1991 in un unico volume dal titolo A Woman of the Iron People, è stata ristampata nel 1992 in due parti, la prima dal titolo In the Light of Sigma Draconis, la seconda Changing Women.
Il romanzo, grazie al quale l'autrice ha ottenuto una discreta notorietà, ha vinto il Premio James Tiptree Jr. assegnato nel 1992 e si aggiudicato il terzo posto al Premio John W. Campbell nello stesso anno.

## Ambientazione
L'autrice immagina il pianeta di Sigma Draconis II popolato da specie animali e vegetali in qualche modo simili a quelle terrestri e dominato da una razza senziente di mammiferi antropomorfi ricoperti di folto pelo. Le donne si riuniscono in gruppi specializzati nella produzione e lavorazione di utensili che praticano il nomadismo stagionale. Dai loro villaggi i maschi si allontanano non appena raggiunta la maturazione sessuale che, oltre a mutarne i caratteri morfologici, ne modifica il comportamento rendendoli aggressivi nei confronti degli altri maschi e generalmente non inclini ai rapporti sociali. Questo comportamento ha determinato il forte tabù che non consente alle donne di frequentare gli uomini, ad eccezione dei bambini e degli anziani, se non durante il periodo dell'accoppiamento. Durante l'estro, le donne abbandonano i villaggi e si spostano nei territori occupati dagli uomini per riprodursi. Nonostante gli indigeni siano pacifici, tra i maschi, durante questo periodo, spesso scoppiano sanguinose liti, unica violenza socialmente tollerata.

## Trama
(Eleanor Arnason, Sigma Draconis)
La razza umana è a stento sopravvissuta dopo aver inquinato la Terra e stravolto gli habitat naturali dopo averne depredato tutte le risorse. Un'astronave terrestre ha raggiunto sistema solare di Sigma Draconis dopo molti anni di viaggio e, sul suo secondo pianeta, viene in contatto con una razza aliena.
Lixia è tra gli otto antropologi sbarcati sul pianeta e l'unica ad essere stata accettata da una delle tante tribù locali. Alcuni antropologi di sesso maschile, infatti, sono stati allontanati dalle donne indigene a causa del tabù che impedisce la convivenza tra i due sessi, mentre altri esploratori hanno fallito nella socializzazione con i locali. Lixia impara la lingua comune delle varie tribù, il "linguaggio dei doni" e, dopo aver appreso gli usi e le tradizioni locali, si dirige verso il punto di estrazione dove verrà raggiunta da una navetta inviata dall'astronave madre. Accompagnata dall'aliena Nia, da un alieno che, ritenuto un oracolo, può socializzare con altri, presto raggiunta dal collega terrestre Derek, Lixia percorre un lungo viaggio, lungo il quale avrà costruttivi incontri con altre tribù, drammatiche disavventure e dovrà subire aggressioni da parte di feroci animali, di un alieno impazzito a causa della vecchiaia e da una folle donna. Durante il viaggio Lixia e Derek avranno modo di comprendere la filosofia e la religione indigena.
Una volta arrivati al luogo d'incontro, non senza difficoltà, vengono raggiunti dai compagni terrestri che attrezzano un campo. Lixia e Derek apprendono che lo scambio culturale è in pericolo poiché una fazione, capitanata da Eddie, sostenendo una specie di "Prima direttiva", ritiene la civiltà extraterrestre minacciata dal contatto con la cultura e la tecnologia terrestre. Le diverse fazioni, taoista e marxista, pervase entrambe da forti valori ecologisti, influenzate anche dalla provenienza culturale dei rispettivi appartenenti, per la maggior parte statunitensi, cinesi e russi, dopo accesi dibattiti, decidono di affidare la decisione in merito alla loro permanenza sul pianeta agli alieni. La decisione viene presa dalla sciamana del Popolo del ferro che accetta i terrestri, purché le due civiltà rimangano separate.
Nel frattempo si diffonde tra i terrestri la notizia che, durante viaggio stellare, durato molti decenni, la cultura sulla Terra è regredita; gli sconnessi e vaneggianti messaggi che giungono con anni di ritardo dal pianeta sconsigliano il ritorno a casa. La notizia, nota ad alcuni, era stata tenuta nascosta per evitare il panico a bordo. Oramai l'unica decisione realistica è quella di rimanere a vivere su Sigma Draconis II.

## Personaggi
NiaL'aliena appartenente al Popolo del ferro, contrariamente alle abitudini della sua razza, ha convissuto con un uomo, dopo essersene innamorata. Ha ucciso l'uomo che l'aveva stuprata dopo aver assassinato a sua volta l'amante. Il suo comportamento, ritenuto riprovevole, l'ha costretta all'emarginazione. Accetta di accompagnare i terrestri nell'esplorazione del suo pianeta.
LixiaUn'antropologa terrestre scesa sul pianeta per esplorarlo. L'unica tra gli umani sbarcati ad essere stata accettata dagli alieni, seppure con diffidenza, e ad averne appreso la lingua, gli usi e le consuetudini.
DerekIl terrestre unico rimasto sul pianeta oltre a Lixia, decide di raggiungere la donna, facendo tesoro dei progressi di questa e di unirsi a lei nell'esplorazione del pianeta.
L'OracoloL'alieno, a differenza dei maschi della sua razza, dopo aver raggiunta la maturità sessuale non ha idiosincrasie a frequentare gli altri. Questo comportamento inconsueto gli ha fatto attribuire doti divinatorie e gli consente di avere contatti con le donne del suo villaggio appartenente al Popolo del rame. Soprannomionato "la voce della cascata", gli spiriti in sogno gli hanno chiesto di accompagnare Nia e i terrestri nel viaggio su Sigma Draconis II.
TanajinProveniente dal Popolo del cuoio, vive nelle paludi e si occupa di traghettare con la sua zattera i viaggiatori, dietro compenso. Seppure non lo ammetta, ha infranto i tabù locali ed è abituata a vivere con un uomo, Ulzai.
UlzaiDa giovane era un famosissimo cacciatore di umazi, aggressive ed enormi lucertole acquatiche. Accetta di accompagnare i terrestri con la sua barca sul fiume ma, durante un'aggressione di un animale nel fiume che ne rovescia l'imbarcazione, sparisce tra i flutti.
EddieIl capo della fazione terrestre, deciso ad abbandonare il pianeta per non interferire con l'evoluzione dei suoi abitanti.

## Edizioni
- (EN) Eleanor Arnason, A Woman of the Iron People, 1ª ed., New York, William Morrow & Co, 1991, ISBN 0-688-10375-8.
- Eleanor Arnason, Sigma Draconis, traduzione di Maria Elena Vaccarini, n. 4, Uraniargento, Milano, Mondadori, 1995.